# إلجين بايلور
إلجين بايلور (بالإنجليزية: Elgin Baylor) مواليد 16 سبتمبر 1934 في واشنطن العاصمة، هو لاعب كرة سلة أمريكي أصبح مدرباً بدأ مسيرته الاحترافية في سنة 1958. بلغ طوله 6 قدم 5 بوصة (2.0 م). اعتزل اللعب في 1971.

## فرق لعب لها
- لوس أنجلوس ليكرز

## روابط خارجية
- إلجين بايلور على موقع IMDb (الإنجليزية)
- إلجين بايلور على موقع الموسوعة البريطانية (الإنجليزية)
- إلجين بايلور على موقع إن إن دي بي (الإنجليزية)
- إلجين بايلور على موقع إن بي أي (الإنجليزية)
- إلجين بايلور على موقع سبورتس رفرنس (الإنجليزية)
- إلجين بايلور على موقع كلية كرة السلة في سبورتس رفرنس.كوم (الإنجليزية)
- إلجين بايلور على موقع ريلجم (الإنجليزية)
- إلجين بايلور على موقع بروبوليرز (الإنجليزية)
- إلجين بايلور على موقع قاعة المشاهير الجامعة الوطنية لكرة السلة (الإنجليزية)
- إلجين بايلور على موقع سبورتس رفرنس (الإنجليزية)
- إلجين بايلور على موقع قاعة كاليفورنيا للمشاهير الرياضية (الإنجليزية)